# Čekovce
Čekovce (in ungherese Csákóc) è un comune della Slovacchia facente parte del distretto di Krupina, nella regione di Banská Bystrica.